# Apple M2
La serie Apple M2 es una familia de sistemas en un chip (SoC por sus siglas en inglés) desarrollada por Apple, que incluye los modelos M2, lanzado en junio de 2022, M2 Pro y M2 Max lanzados en enero de 2023 y M2 Ultra, presentado en junio de 2023. Estos procesadores forman parte de la transición hacia Apple Silicon en los dispositivos Mac y corresponden a la segunda generación de la arquitectura M y sucede al Apple M1.

## Arquitectura y diseño
Los procesadores de la serie M2 están fabricados mediante un proceso de 5 nanómetros de segunda generación (N5P) de TSMC. Al igual que sus predecesores, están basados en una arquitectura ARM de 64 bits y cuentan con un motor neuronal -Neural Engine- dedicado a tareas de aprendizaje automático y procesamiento de inteligencia artificial. Además, incorporan un motor multimedia con soporte para codificación y decodificación de formatos como H.264, HEVC y ProRes.

## Variantes

### M2
Es el modelo base de esta serie. Cuenta con una CPU de 8 núcleos (4 de rendimiento y 4 de eficiencia) y una GPU de hasta 10 núcleos. Admite hasta 24 GB de memoria unificada y ofrece un ancho de banda de memoria de 100 GB/s.

### M2 Pro
Amplía la arquitectura del M2, ofreciendo una CPU de hasta 12 núcleos (8 de rendimiento y 4 de eficiencia) y una GPU de hasta 19 núcleos. Soporta hasta 32 GB de memoria unificada con un ancho de banda de 200 GB/s.

### M2 Max
Lleva las capacidades del M2 Pro más allá, manteniendo una CPU de 12 núcleos pero con una GPU de hasta 38 núcleos. Admite hasta 96 GB de memoria unificada con un ancho de banda de 400 GB/s.

### M2 Ultra
Presentado en junio de 2023, combina dos chips M2 Max mediante la arquitectura UltraFusion, sumando un total de 134 mil millones de transistores. Cuenta con una CPU de 24 núcleos (16 de rendimiento y 8 de eficiencia), una GPU de hasta 76 núcleos y un Neural Engine de 32 núcleos. Admite hasta 192 GB de memoria unificada con un ancho de banda de 800 GB/s.

## Especificaciones técnicas
| Especificación         | Apple M2                                                                                      | Apple M2 Pro                                | Apple M2 Max                                  | Apple M2 Ultra                            |
| ---------------------- | --------------------------------------------------------------------------------------------- | ------------------------------------------- | --------------------------------------------- | ----------------------------------------- |
| CPU                    | 8 núcleos (4P + 4E)                                                                           | Hasta 12 núcleos (8P + 4E)                  | 12 núcleos (8P + 4E)                          | 24 núcleos (16P + 8E)                     |
| GPU                    | Hasta 10 núcleos                                                                              | Hasta 19 núcleos                            | Hasta 38 núcleos                              | Hasta 76 núcleos                          |
| Neural Engine          | 16 núcleos                                                                                    | 16 núcleos                                  | 16 núcleos                                    | 32 núcleos                                |
| Memoria unificada      | Hasta 24 GB                                                                                   | Hasta 32 GB                                 | Hasta 96 GB                                   | Hasta 192 GB                              |
| Proceso de fabricación | 5 nanómetros de segunda generación (TSMC)                                                     | 5 nanómetros de segunda generación (TSMC)   | 5 nanómetros de segunda generación (TSMC)     | 5 nanómetros de segunda generación (TSMC) |
| Ancho de banda memoria | 100 GB/s                                                                                      | 200 GB/s                                    | 400 GB/s                                      | 800 GB/s                                  |
| Dispositivos           | MacBook Air 13"/15" (2022–2023), MacBook Pro 14"/16" (2022), iPad Pro (2022), Mac mini (2023) | MacBook Pro 14"/16" (2023), Mac mini (2023) | MacBook Pro 14"/16" (2023), Mac Studio (2023) | Mac Studio (2023), Mac Pro (2023)         |